# Francisco Ibáñez
Pour les articles homonymes, voir Ibáñez.
Francisco Ibáñez Talavera (né le 15 mars 1936 à Barcelone et mort le 15 juillet 2023 dans la même ville) est un auteur espagnol de bande dessinée.
En Espagne, beaucoup de ses séries sont considérées comme incontournables pour les enfants de toutes générations et beaucoup d'autres auteurs de bandes dessinées (historietas en espagnol) reconnaissent son énorme influence. Il est le père de nombreuses séries humoristiques, telle que la très connue série Mortadel et Filémon. Entre autres distinctions, il a reçu la médaille d'or du mérite des beaux-arts en 2001.

## Biographie

### Enfance et débuts
Francisco Ibáñez Talavera naît le 15 mars 1936 à Barcelone, quatre mois avant le début de la guerre civile espagnole, dans une famille de la classe moyenne inférieure dont le père, d'origine valencienne et comptable de profession, la mère, d'origine andalouse, et trois frères. Dès son plus jeune âge, il développe un grand penchant pour les bandes dessinées et les films comiques américains. En octobre 1947, alors âgé de onze ans, son premier dessin est publié dans la revue Chicos.
Après avoir terminé l'école primaire dans les écoles de Guimerá, Ibáñez commence à étudier la comptabilité et l'expertise commerciale et, en 1950, il commence à travailler comme groom à la Banco Español de Crédito, un travail que, deux ans plus tard, il commence à combiner avec des collaborations dans les revues Nicolás, Chicolino, La hora del recreo, Alex, Liliput, El Barbas et, surtout, dans les deux rubriques humoristiques de Editorial Marco : La Risa et Hipo, Monito y Fifí,. Dans ces revues, il y crée des couvertures et des séries comme Kokolo (1952), Melenas (1954), Don Usura (1955) et Haciendo el indio (1955), le premier des succès de l'auteur, puisqu'il est également reproduit dans le supplément hebdomadaire de La Prensa de Barcelona. Il se distingue également parmi tous les auteurs de la maison d'édition par une violence qui anticipe celle de ses futures créations.

### Professionnalisation
Au cours de l'été 1957, Francisco Ibáñez, qui gagne déjà mieux sa vie en tant que dessinateur qu'en tant qu'assistant de portefeuille et de risque dans le secteur bancaire, décide de se consacrer entièrement à la bande dessinée et, tout en continuant à collaborer aux publications de Editorial Marco, il rejoint le personnel de Paseo infantil, qui disparaît peu après et où il crée des séries telles que Pepe Roña et poursuit la série Loony d'Alfons Figueras. Simultanément, en août de la même année, il commence à collaborer avec Bruguera qui, à l'époque, a grand besoin de nouveaux dessinateurs après le départ de ses principaux artistes pour Tío Vivo. Chez Bruguera, Francisco Ibáñez contribue d'abord à des pages de blagues sur un sujet ou un sport spécifique pour le magazine Pulgarcito et les pages centrales de El DDT et Selecciones de Humor de El DDT, car, comme l'explique Armando Matías Guiu, « la blague est le premier pas vers l'insertion d'un personnage dans les revues. »
C'est en 1958 qu'apparaissent pour la première fois Mortadel et Filémon dans la revue Pulgarcito. À partir de ce moment et durant la décennie 1960, Ibañez crée la plupart de ses meilleurs personnages pour les différentes revues des éditions Bruguera : La familia Trapisonda (Pulgarcito no 1418, 7 juillet 1958), 13, Rue del Percebe (Tío Vivo, 1961), El botones Sacarino (DDT, 1963), Rompetechos (Tío Vivo, 1964) et Pepe Gotera y Otilio (Tío Vivo, 1966).

### Continuité et succès

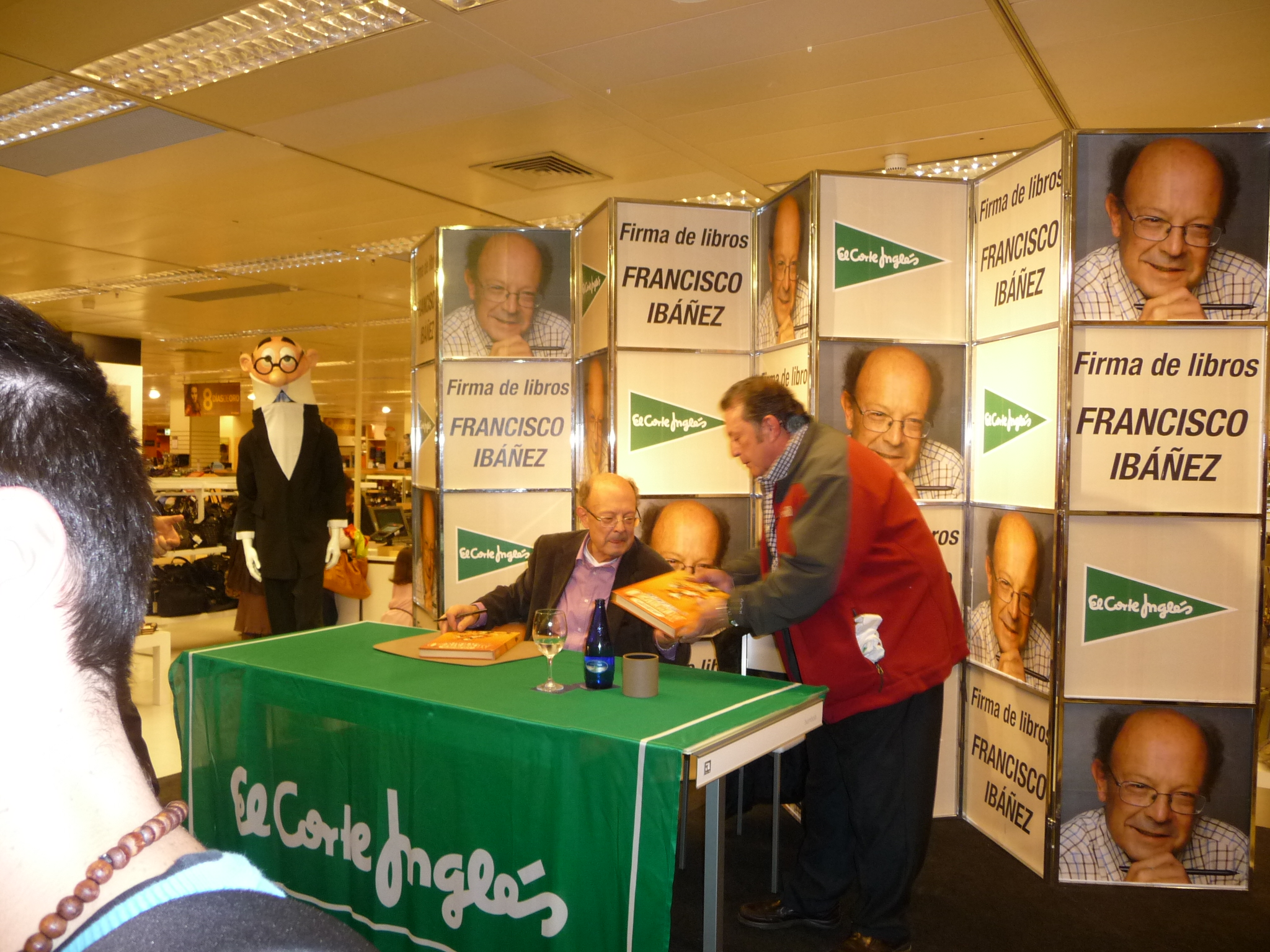
Francisco Ibáñez, lors d'une séance de dédicace dans la ville de Jerez de la Frontera (2010).

Influencé par la bande dessinée franco-belge, il publie en 1969 El sulfato atómico, le premier volet de la série de bandes dessinées Mortadel et Filémon, conçue comme une parodie du monde des espions. Ce nouveau modèle triomphe tant au niveau national qu'international et Bruguera l'exploite en sous des éditions telles que Mortadelo (1970), Super Mortadelo (1972), Mortadelo Gigante (1974) ou Mortadelo Especial (1975), parfois sans respecter leurs droits du travail. L'intensification de la censure a également contribué à l'abandon des références sociales locales.
Entretemps en France, Mortadel et Filémon est d'abord publié au sein de diverses revues (Mon journal, Akim Color ou Les Jeux de Mon journal) avant de paraître en albums chez le même éditeur dans les années 1970. Quelques années plus tard, il est repris par l'éditeur Arédit-Artima sous le nom de Futt et Fil, également sous forme d'albums dans les années 1980.
Ibáñez, qui, sur le plan personnel, est devenu père de deux filles au cours de ces années, souffre de la commercialisation et de l'industrialisation progressives de ses personnages vedettes, qui l'ont contraint à travailler à la pièce (jusqu'à 40 pages par semaine), à abandonner ses autres personnages et à faire appel à des collaborateurs : « L'industrie, le père insatiable et saturnien : sa voracité, en engloutissant le vassal, a mis fin à la créativité d'Ibáñez, grand fabulateur, conteur plus qu'excellent, baptisé avec les mêmes sels (voire les mêmes ou similaires, mais toujours exemplaires) qu'un quelconque génie du Benelux. »
À cette époque, un seul nouveau personnage a eu droit à sa propre bande dessinée : Tete Cohete (1981).
En 1985, Ibáñez quitte les éditions Bruguera et commence à travailler pour les éditions Grijalbo. Bruguera garde cependant les droits des personnages qu'il a créés sous contrat avec elles, de sorte qu'Ibañez est contraint d'en créer de nouveaux pour la revue Guai! : ainsi naissent Chicha, Tato y Clodoveo et plus tard 7, Rebolling Street.

### Dernières décennies

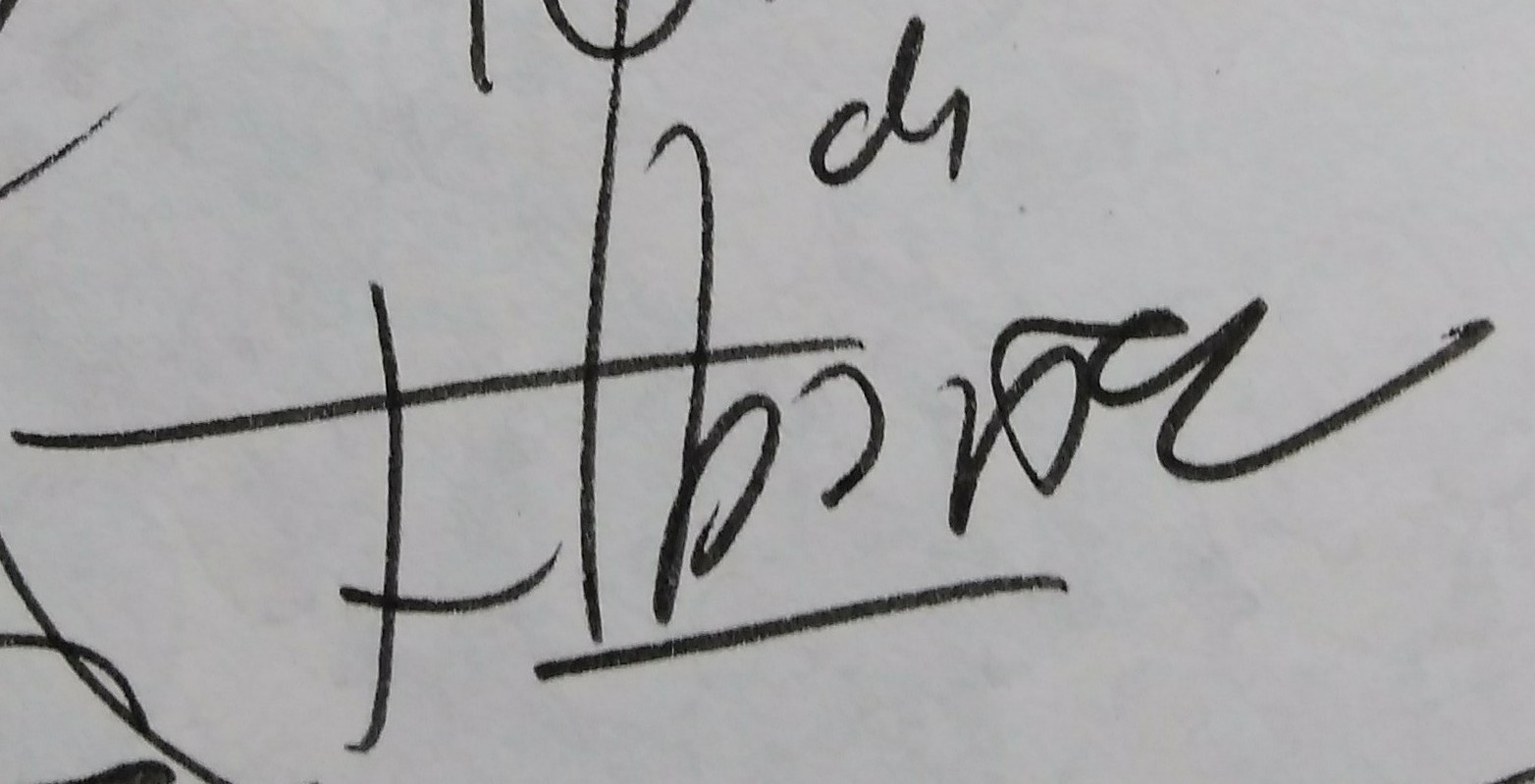
Autographe du dessinateur.

En 1988, il parvient à un accord avec les Éditions B, « héritière » des droits de Bruguera, et y travaille depuis lors. Pour cette nouvelle étape s'ajoutent aux histoires classiques des éléments d'actualité ou de mode de l'époque, cela notamment permettant de maintenir le succès public. Il réalise ainsi six nouveaux albums de Mortadel et Filémon par an, avec cette utilisation d'éléments d'actualité.
Il reçoit en 1994 le Grand Prix du Salon de la bande dessinée espagnole (Gran Premio del Salón del Cómic) pour l'ensemble de son œuvre, en 2000 le prix Haxtur « de l'auteur que nous aimons » et en 2001, le Ministère de l'Éducation, de la Culture et des Sports lui décerne la médaille d'or du mérite des beaux-arts.
En 2018, il reçoit un hommage de la part d'humoristes espagnols reconnaissant sa figure. En 2020, la chaîne espagnole La 2 lui consacre une émission de sa série Imprescindible.
Pour son rôle dans la promotion de la lecture auprès de générations d'Espagnols, des tentatives répétées ont été faites pour que le dessinateur reçoive le prix Princesse des Asturies,, et l'initiative citoyenne lancée fin 2020 pour qu'il soit récompensé lors de l'édition 2021 a eu un retentissement particulier, qui a été soutenue par une trentaine de députés européens de différents partis,, des personnalités telles que l'écrivain Arturo Pérez-Reverte ou le cinéaste Álex de la Iglesia, entre autres. Cependant, les prix des catégories pour lesquelles la candidature a été présentée sont attribués à l'artiste Marina Abramović et à l'écrivaine Gloria Steinem. Le 4 mars 2022, l'eurodéputé Ibán García del Blanco, qui avait déjà mené l'adhésion de 2020, présente une nouvelle candidature avec le soutien de 67 autres membres du Parlement européen issus de 15 pays ; là encore, sans succès.
Au sujet des nominations successives, le dessinateur déclare lors d'une entrevue avec El Diario en juillet 2018 : « Pour moi, le vrai prix, c'est quand je vois ce petit garçon qui vient me faire signer son petit livre, qui me regarde les yeux grands ouverts, pensant qu'il est en présence d'une sorte de héros, et que sa mère lui dit : « Mais Pepito, tu ne voulais pas dire quelque chose à M. Ibáñez ? » Mais Pepito ne dit rien, ses yeux sont grands ouverts et il prend le livre dédicacé comme s'il s'agissait du plus grand trésor du monde. Les prix officiels ou les certificats... J'ai ici un certificat qui dit : « Francisco Ibáñez est vacciné contre la variole », c'est le seul certificat qui compte [rires]. »
Il décède le 15 juillet 2023 dans sa ville natale, Barcelone.

## Style
Vázquez et Ibáñez se caractérisent tous deux par une succession continue de gags du début à la fin de l'histoire, de telle sorte que dans une vignette, ils préparent le gag qui aura lieu dans la suivante. Comme l'explique Armando Matías Guiu : « Chez Ibáñez, après une chute spectaculaire où le personnage est mis en pièces, comme une phosphatine, dans la vignette suivante, il se relève si calmement et continue comme si rien ne lui était arrivé. Il cultive l'humour de l'absurde, difficile à atteindre, un humour spontané, brillant, avec des situations désordonnées et brutalement comiques. L'humour d'Ibáñez est bouleversant, il vous fait entrer dans son intrigue et vous emmène là où il veut. »
Ils configurent ainsi un humour beaucoup plus direct et explosif, plus enclin au rire, que celui de leurs prédécesseurs, comme Peñarroya ou Escobar. Ibáñez lui-même a reconnu que sa principale influence, au point d'avoir été obligé de le copier face aux consignes et aux exigences draconiennes de publication d'Editorial Bruguera, a été Franquin.

## Œuvres
- Kokolo (1952[4]-1958)
- Mortadel et Filémon (1958-2023)
- La familia Trapisonda (1958-1968)

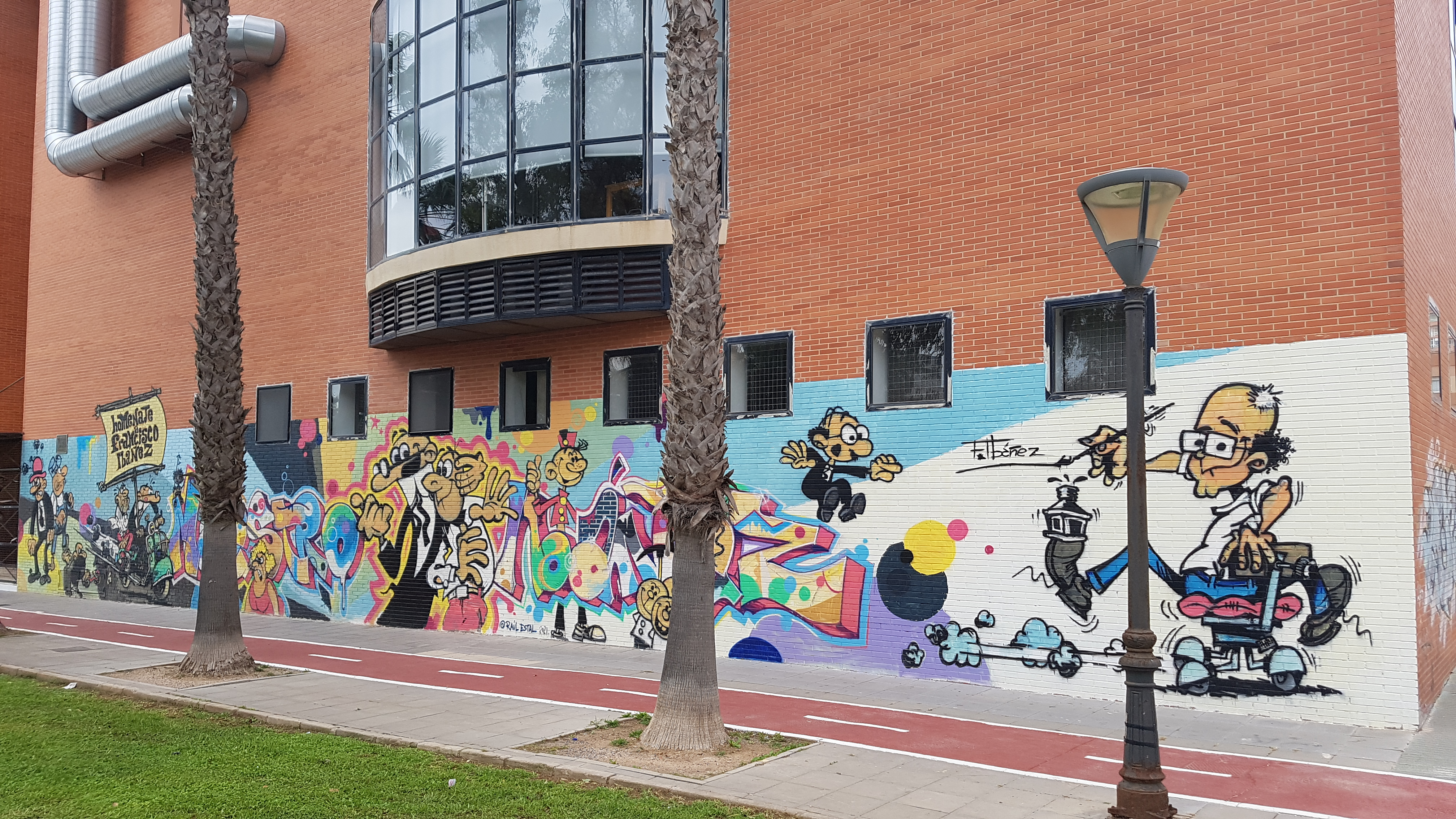
Art mural des personnages de Francisco Ibáñez, en hommage à ce dernier.

- La Historia ésa, vista por Hollywood (1958-1960)
- Increíble, pero mentira (1960)
- Claro que... (1960)
- Ríase (1960)
- 13, Rue del Percebe (1961)
- Godofredo y Pascualino, viven del deporte fino (1961)
- Ande, ríase usté con el arca de Noé (1961)
- El botones Sacarino (1963)
- Rompetechos (1964-1978, 2003-2009)
- Uhu y el niño Prudencio (1964)
- Pepe Gotera y Otilio (1966)
- Doña Pura y Doña Pera, vecinas de la escalera (1966)
- Kina San Clemente presenta a Kinito (1966)
- Tete Cohete (1981-1983)
- Chicha, Tato y Clodoveo (1986-1990)
- 7, Rebolling Street (1986-1990)

## Expositions
- Francisco Ibáñez, El Mago del Humor (21 octobre 2014 au 18 janvier 2015), au Círculo de Bellas Artes de Madrid.
- Los monos de: Ibáñez (18 septembre 2019 au 12 janvier 2020), au Museo del Còmic de Sant Cugat del Vallès.

## Filmographie
- 2010 : El gran Vázquez d'Óscar Aibar, dans lequel l'acteur Manolo Solo incarne le dessinateur dans sa jeunesse.